# ريتشارد هولمز (مؤرخ)
ريتشارد هولمز (بالإنجليزية: Richard Holmes)‏ هو مؤرخ بريطاني، ولد في 29 مارس 1946 في Aldridge ‏ في المملكة المتحدة، وتوفي في 30 أبريل 2011 في هامبشير في المملكة المتحدة.

## وصلات خارجية
- ريتشارد هولمز على موقع IMDb (الإنجليزية)
- ريتشارد هولمز على موقع كينوبويسك (الروسية)